# HMS Golden Lion

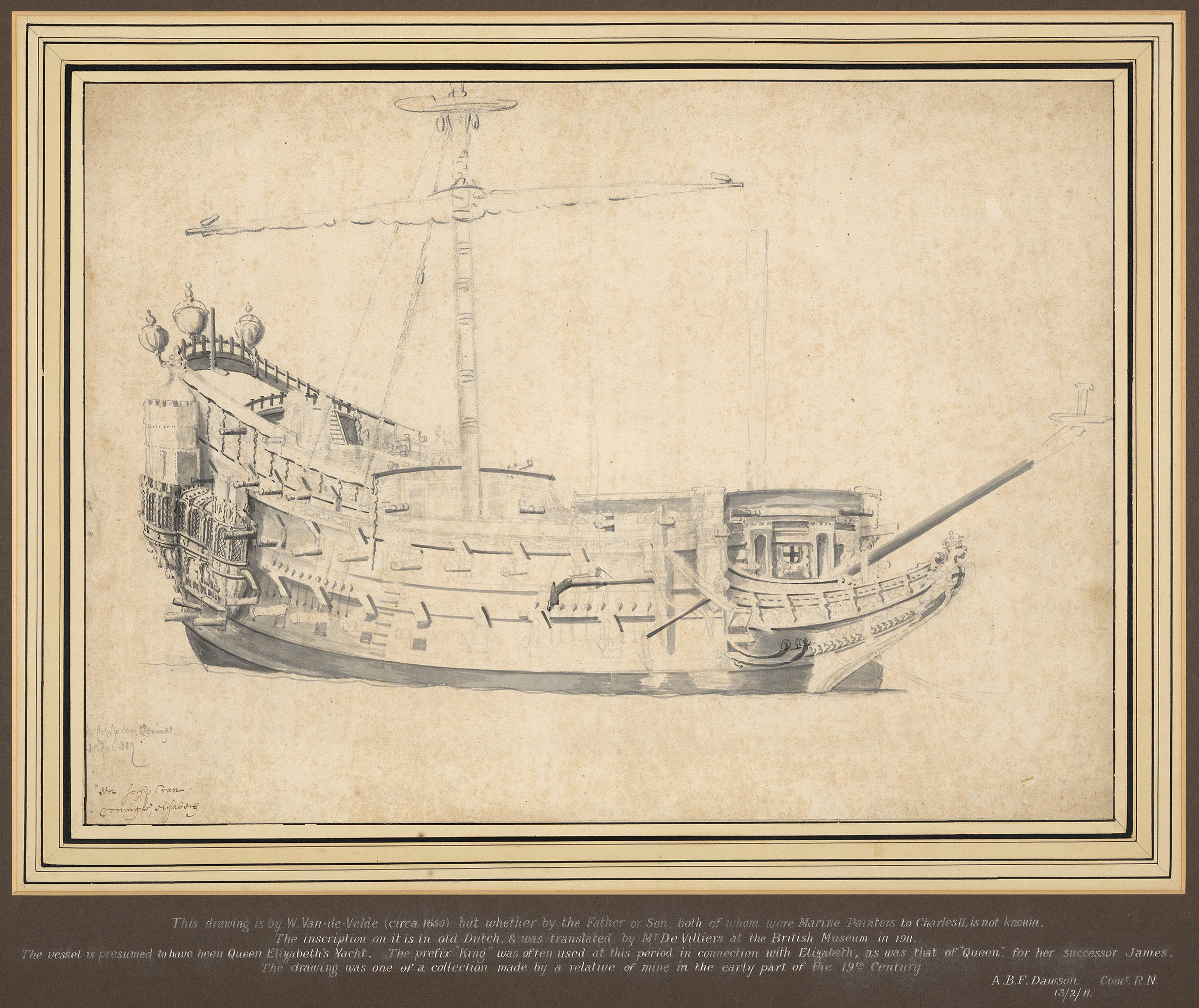
Rycina z 1648 roku, prawdopodobnie przestawiająca HMS Golden Lion

HMS Golden Lion (Złoty Lew) – angielski XVI-wieczny galeon. Jeden z niewielu okrętów zbudowanych dla Royal Navy w czasie panowania królowej Marii I.

## Historia
W grudniu 1559 "Golden Lion" pod dowództwem głównodowodzącego flotą angielską Williama Wintera wyruszył na wyprawę do Szkocji, której celem było wyparcie stamtąd francuskich wpływów. Interwencja zbrojna okazała się sukcesem, "Golden Lion" powrócił do Anglii w 1560 roku, a królowa Elżbieta I uzyskała korzystny traktat pokojowy.
W 1582 roku "Golden Lion" został przebudowany po raz pierwszy, w ramach modernizacji starszych okrętów, pod nadzorem Skarbnika i Nadzorcy Floty Johna Hawkinsa.
W 1587 roku "Golden Lion" pod dowództwem kapitana Williama Borougha brał udział w udanym ataku na Kadyks. W czasie trwania walk dowódca "Golden Lion" popadł w konflikt z głównodowodzącym angielską wyprawą Francisem Drakiem, z powodu rozbieżności zdań co do realizacji celów operacji. William Borough postulował ścisłe trzymanie się rozkazów królowej Elżbiety i koncentrowanie się na niszczeniu hiszpańskich okrętów, tymczasem Drake myślał głównie o rabunku. Oskarżony przez Drake’a o bunt i zdradę, Borough został zamknięty w areszcie, jednakże załoga "Golden Lion" poparła i uwolniła swojego kapitana, który powrócił do Londynu. Sprawa miała swój finał w sądzie wojennym, z którego zachowały się dokumenty, a wśród nich petycja załogi "Golden Lion", która we wstrząsający sposób opisuje warunki życia na pokładach XVI-wiecznych okrętów, będące przyczyną buntu.
W 1588 roku "Golden Lion", dowodzony przez Thomasa Howarda, należał do floty angielskiej bazującej w Plymouth, pod flagą głównodowodzącego Lorda Wysokiego Admirała Charlesa Howarda. 1 sierpnia 1588 okręty eskadry Johna Hawkinsa ("Golden Lion" i "Victory") przechwyciły uszkodzony i porzucony hiszpański okręt "San Salvador", na którym zdobyto duże zapasy prochu. Następnego dnia (2 sierpnia) u wybrzeży Portland Bill "Golden Lion", wraz z pięcioma innymi jednostkami, towarzyszył okrętowi Howarda "Ark Royal" podczas starcia z głównym hiszpańskim galeonem "San Martin". 3 sierpnia, u wybrzeży wyspy Wight, "Golden Lion" ponownie towarzyszył flagowemu "Ark Royal" w ataku na dwa hiszpańskie statki, które oddaliły się od Armady. Ucichnięcie wiatru uniemożliwiło Anglikom kontynuowanie ataku, a Hiszpanom dało szanse na przyjście z pomocom zagrożonym statkom przy użyciu galeasów, które dysponując napędem wiosłowo-żaglowym odholowały zagrożone okręty.
W 1591 roku "Golden Lion" pod dowództwem kapitana George’a Fennera należał do angielskiej eskadry, która pożeglowała na wody wokół Azorów, w celu przechwycenia hiszpańskiej Srebrnej Floty powracającej z Nowej Hiszpanii. Przewaga Hiszpanów okazała się zbyt wielka, wyprawa skończyła się niepowodzeniem i utratą "Revenge".
W lipcu 1596 roku "Golden Lion" pod dowództwem kapitana Roberta Southwella wchodził w skład połączonej floty angielsko-holenderskiej, która całkowicie zniszczyła ważne w XVI wieku hiszpańskie miasto portowe Kadyks.
W 1597 roku, ponownie pod dowództwem Thomasa Howarda, okręt brał udział w nieudanej wyprawie hrabiego Essex na wody wokół Azorów, gdzie Anglicy bezskutecznie spodziewali się przechwycić hiszpańskie statki Srebrnej Floty.
Od roku 1599 "Golden Lion" pełnił rolę okrętu strażniczego, początkowo na rzece Medway (hrabstwo Kent), później na Tamizie.
W 1609 roku "Golden Lion" został rozebrany i przebudowany w stoczni w Deptford przez królewskiego szkutnika Matthew Bakera, oraz sklasyfikowany jako Great Ship (późniejsza II ranga). Nazwę okrętu zmieniono wówczas na Red Lion.
W latach 1620–1621 "Red Lion" był flagowym okrętem eskadry admirała Roberta Mansella, która brała udział w nieudanej wyprawie przeciwko piratom z Algieru.
W 1627 roku, po wybuchu konfliktu angielsko-francuskiego (1627-1629), "Red Lion", pod dowództwem Johna Penningtona, należał do ekspedycji księcia Buckinghama, bezskutecznie oblegającej Île de Ré w ramach odsieczy dla hugenotów w La Rochelle.
W maju 1636 roku "Red Lion" został oceniony jako znajdujący się w złym stanie technicznym (z powodu butwienia drewnianego kadłuba). Rok później zdecydowano się skierować okręt do Deptford w celu naprawy. Ostatecznie w styczniu 1638 roku "Red Lion" został wycofany ze służby, po czym w dwa lata później został rozebrany i całkowicie przebudowany w Woolwich na nowy okręt o nazwie "Lion".